# Aucamville (Tarn e Garonna)
Aucamville è un comune francese di 1 031 abitanti situato nel dipartimento del Tarn e Garonna nella regione dell'Occitania.
Il territorio comunale è bagnato dalle acque del fiume Save.

## Storia

### Simboli
Lo stemma del comune si blasona:
Nello stemma è rappresentata un'oca che passa per la porta della città poiché, secondo una leggenda, il nome Aucamville deriverebbe dal latino Aucarum Villa, che significa "Città delle oche".

## Monumenti e luoghi d'interesse
- La chiesa di San Martino risale al XIII secolo ma ha subito diverse trasformazioni nel corso del tempo: la struttura lignea e il tetto vennero rifatti nel 1461; il campanile, costruito nel 1527, fu restaurato nel 1698. Della chiesa originale rimane solo il portale in mattoni con arco a sesto acuto. L'attuale edificio in stile gotico meridionale, risale al XVI secolo ed è interamente costruito in mattoni ad un'unica navata con cinque campate con volte a crociera. Il campanile a vela è stato ricostruito nel 1830 dopo il crollo d'un campanile in stile tolosano di 49 m. La chiesa è classificata Monumento storico con decreto del 17 dicembre 1926.[2]
- L'ex cappella di San Giovanni Battista è un edificio rurale privo di campanile, con un'abside a terminazione tronca, tipico esempio di architettura vernacolare, costruito secondo la tecnica a torchis, diffusa nella regione fino all'inizio del XX secolo. Si tratta di una costruzione in terra cruda. Questa moderno manufatto in pisé sarebbe stato costruito sulle fondamenta della chiesa di Saint-Jean di Marguestand, che si trovava vicino alla fontana di Laparra esistente già nel XIII secolo, nota per curare i malati con febbre ed era un importante luogo di pellegrinaggio.[2] Ora è proprietà privata. La cappella è classificata Monumento storico con decreto del 14 dicembre 1990.[3]

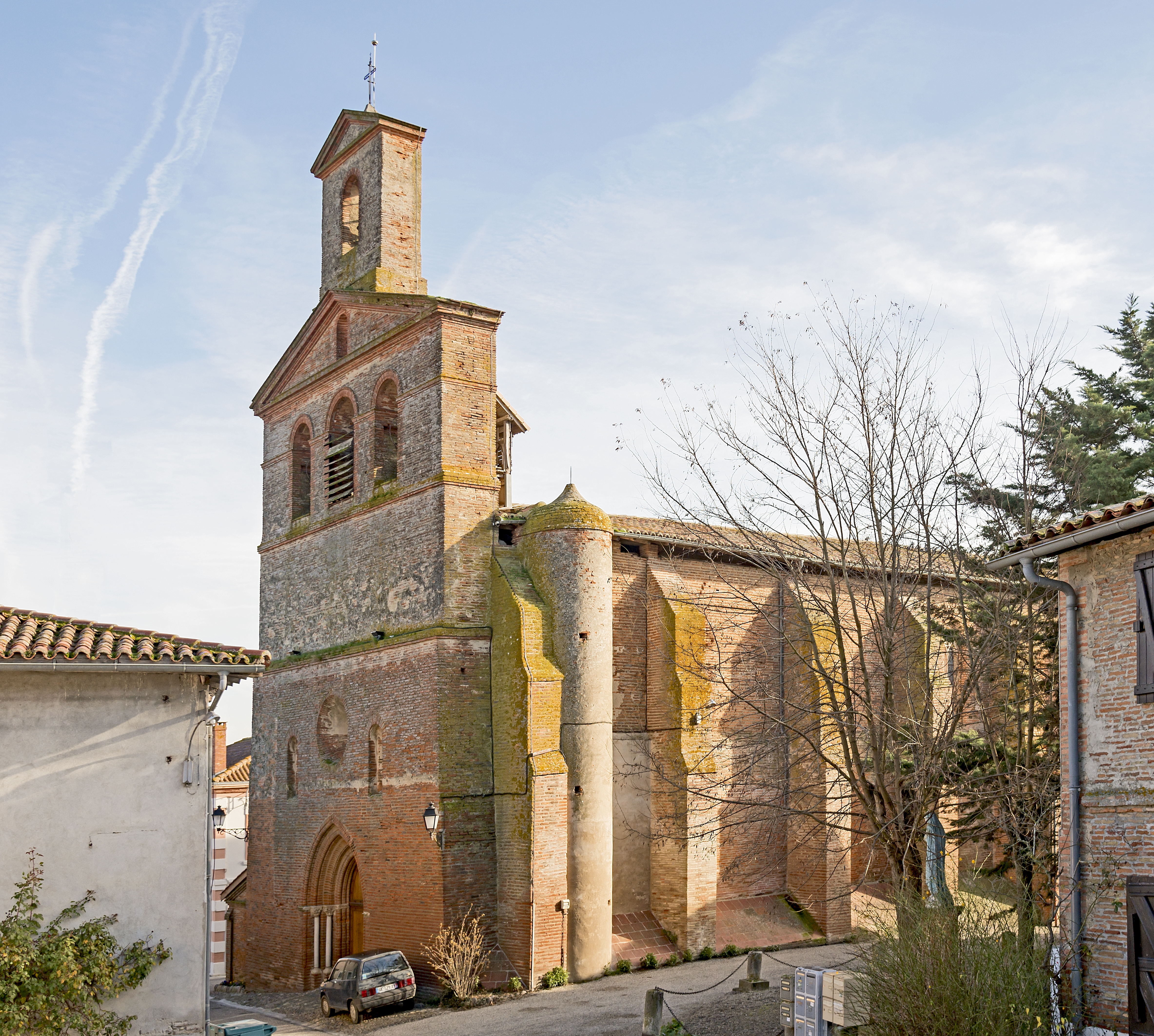
Chiesa San Bartolomeo
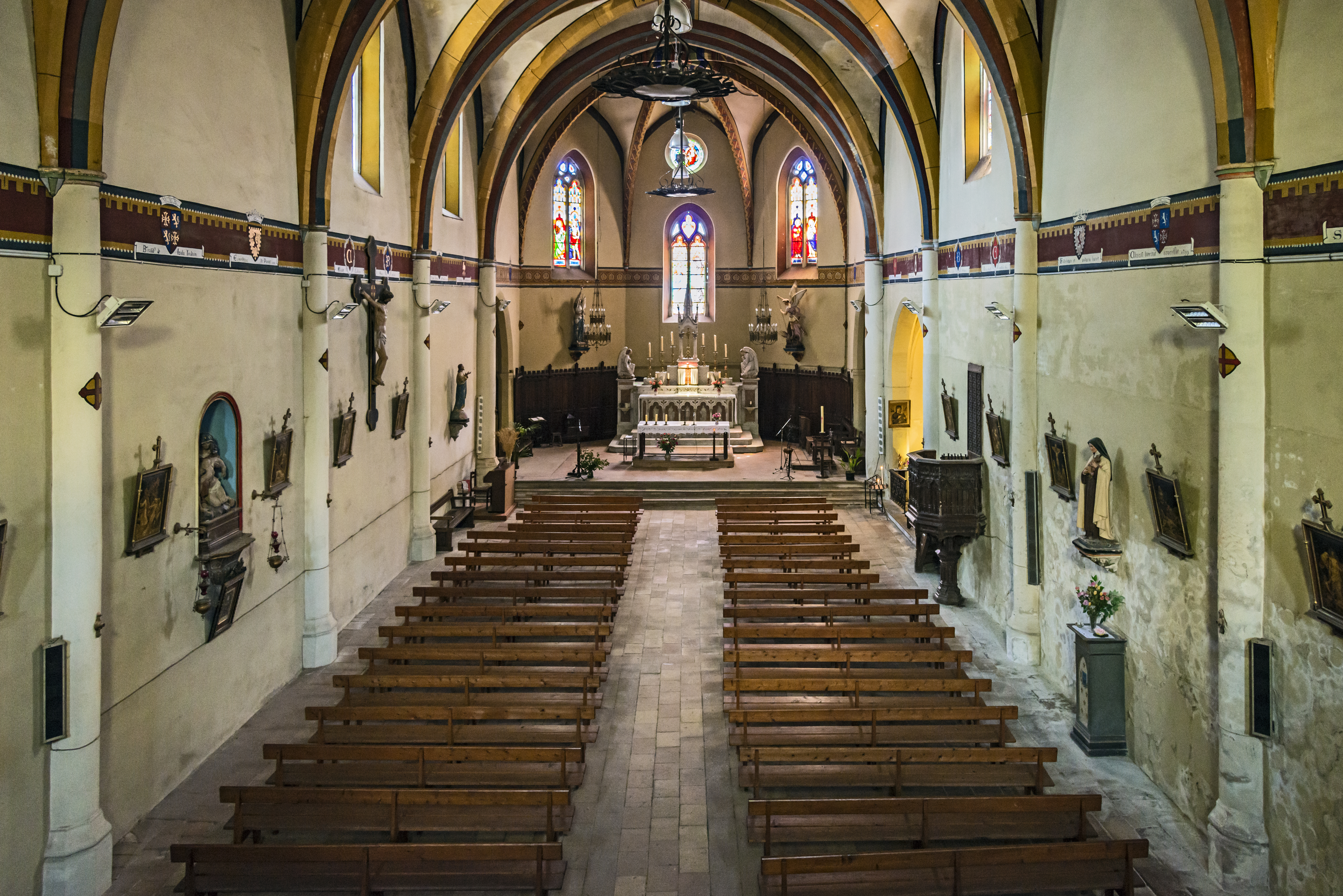
Chiesa San Bartolomeo, interno
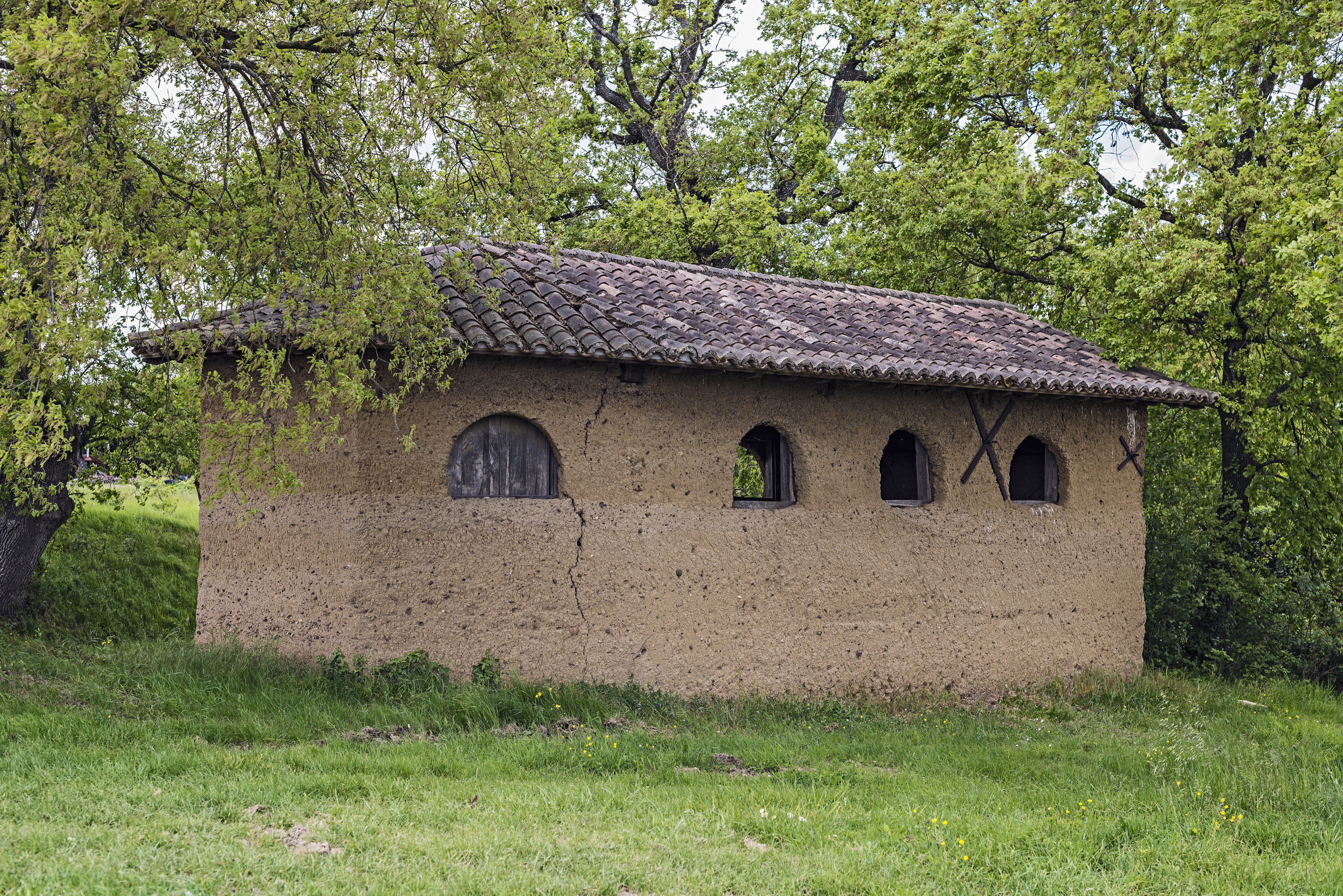
Cappella di San Giovanni Battista
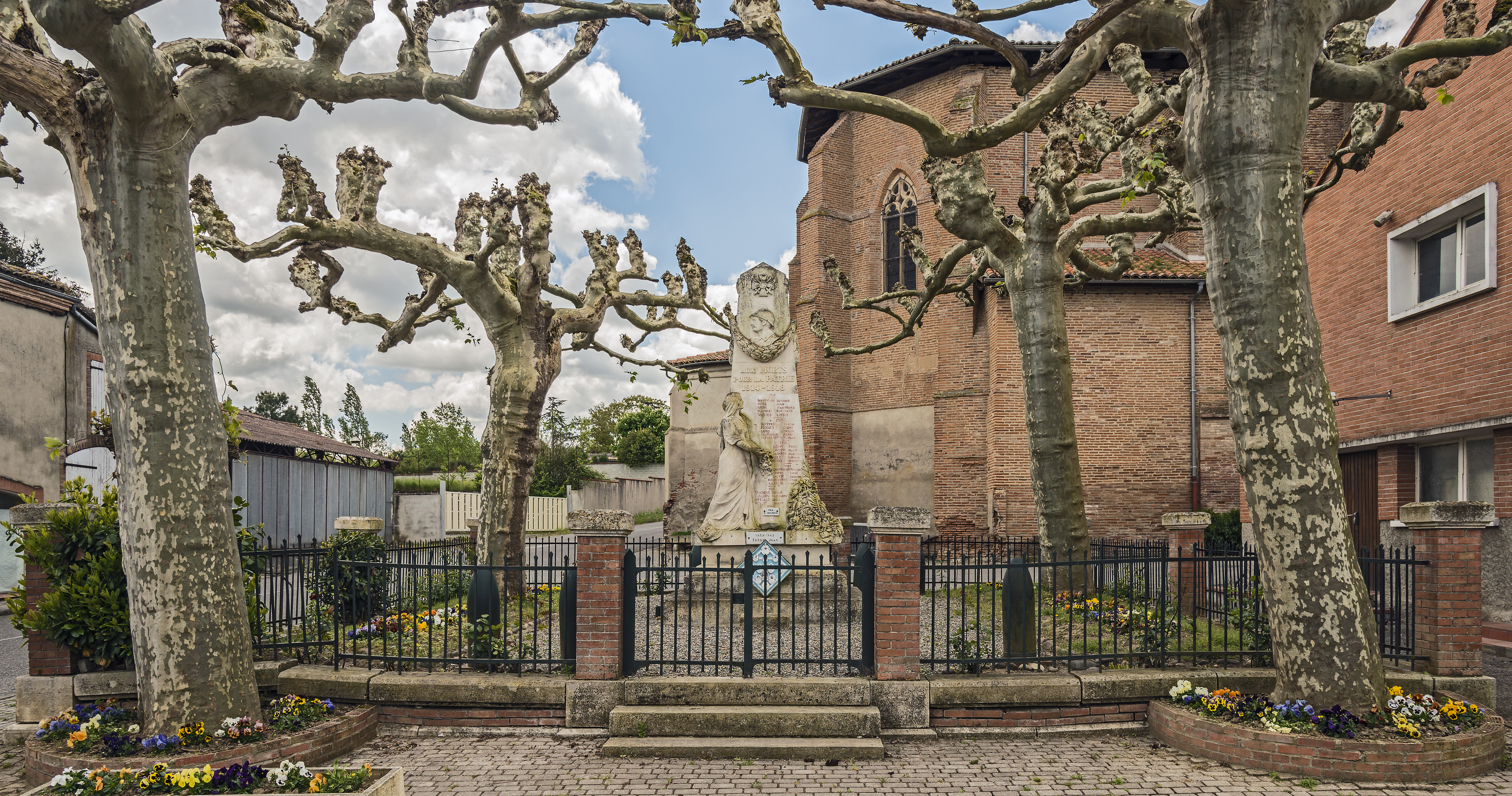
Monumento ai caduti

## Società

### Evoluzione demografica
Abitanti censiti